# Mernye
Mernye község Somogy vármegyében, a Kaposvári járásban.

## Fekvése
Somogy vármegye középső részén, Kaposvártól 19 kilométerre északra, Balatonlellétől 33 kilométerre délre fekszik, a régi 67-es főút mentén (a 67-es út elkerülő szakaszának átadása óta a régi nyomvonal Mernye központjában 6749-es, a mernyeszentmiklósi településrészen pedig 6714-es útként számozódik). Kelet-nyugati irányban a Ráksitól Somogyjádig vezető, a 6505-ös és 6701-es utakat összekötő 6513-as út halad végig rajta.
Vonattal a Kaposvár–Siófok-vasútvonalon érhető el; Mernye vasútállomás a településközponttól keletre, a 6513-as út közelében helyezkedik el, közúti megközelítését az abból kiágazó 65 308-as út biztosítja.

## Története
Mernye Árpád-kori település, mely már a tatárjárás előtt is fennállt. Nevét 1229-ben említették először az oklevelek Merena és Alsó-Merena alakban írva, a székesfehérvári káptalan birtokai között. Neve ugyancsak szerepelt az 1332-1337 évi pápai tizedjegyzékben is, tehát ekkor már plébániája is volt. 1385-ben és 1487-ben Wasarusmernye alakban szerepelt. 1446-1453-ban a Ghymesi Forgách családnak voltak itt részbirtokai, melyeket a 15. század közepén Vityai László és a Pernesziek bírtak zálogban. 1487-ben pedig a helység egy részét a székesfehérvári őrkanonok bírta. 1536-ban már népes hely lehetett, mivel ekkor az adólajstromban Bódogasszony-mernyeye, Almernye és Wasarusmernye nevű helységek fordulnak elő. Az előbbi kettő a székesfehérvári őrkanonok birtoka, Vásárosmernyének pedig Fanchy Péter, János és Ellyewelgyi László voltak a földesurai. Az 1550 évi adólajstrom szerint Almernye Alya Mátyás és Bocskai Ferenc birtoka volt. Az 1573-1574 évi török kincstári adólajstrom szerint Vásáros-Mernye már csak 4, Boldogasszonymernye 20 házból állt. Az 1598-1599 évi, valamint az 1626 évi adólajstrom szerint a székesfehérvári káptalan, 1660-ban a székesfehérvári custodiatus voltak a földesurai. 1703 körül Matusek András, győri nagyprépost és székesfehérvári őrkanonok, 1726-ban pedig gróf Nádasdy László volt a földesura, míg Kis-Mernye-puszta Vásonyi Gergelyé volt, 1733-ban pedig a székesfehérvári custodiatusé volt. 1807-ben I. Ferenc király a mernyei uradalmat a kegyes tanítórendnek adományozta. E rendé volt még az 1900-as évek elején is, amely itt 1905-ben szép kormányzói kastélyt építtetett. 1818 július 19-én Mernye országos vásárok tartására is szabadalmat nyert.
A Kaposvár-Mocsolád-Siófok HÉV (HelyiÉrdekű Vasút) vonal terve már 1890-ben felmerült. Kaposváron az 1894-ben megnyitott cukorgyár számára kívántak nyersanyagot szállítani. A Kaposvár-Mocsolád HÉV 26 km-es szakaszát 1894 tavaszán kezdték építeni. Átadása nagy ünneplések közepette, 1894 VIII. 23-án volt. Idézet a Somogy újságból (1894 VIII.26.):"…és Mernye felé, hol különösen nagy közönség fogadta éljenzések és virágkoszorukkal a vonatot; az értelmiség, sőt még a szép hölgyekből is sokan…" Beszédet Melhard Gyula plébános mondott. Napi két pár vegyesvonat(személy és áru szállítás) közlekedett, I., II. és III. osztályú személykocsikkal. A vonatok sebessége 45 km/h volt.
A községhez tartozik még Mernyeszentmiklós (azelőtt Szentmiklós-)puszta is, mely az 1573-1574 évi török kincstári adólajstromokban Felső- és Alsó-Miklós alakban fordult elő. 1726-ban gróf Nádasdy László birtoka volt, 1756-ban pedig a gróf Festetics család déghi ágának bírtoka volt.
Az egykori Boldogasszony-Mernye falu a mai Hamuházi lapos nevű dűlőben feküdt.
A római katolikus templom 1760-ban épült, 1790-ben hozzáépítették a Vendel-kápolnát.

## Közélete

### Polgármesterei
- 1990–1994: Horváth István (FKgP)[3]
- 1994–1998: Fogarasi László (független)[4]
- 1998–2002: Fogarasi László (független)[5]
- 2002–2006: Kisfalusi András (független)[6]
- 2006–2010: Kisfalusi András (független)[7]
- 2010–2014: Kisfalusi András (független)[8]
- 2014–2019: Kisfalusi András György (független)[9]
- 2019–2024: Jáger Róbert (független)[10]
- 2024– : Jáger Róbert (független)[1]

## Népesség
A település népességének változása:
| Lakosok száma | 1410 | 1395 | 1348 | 1218 | 1272 | 1301 | 1310 |
|               | 2013 | 2014 | 2015 | 2021 | 2022 | 2023 | 2024 |

A 2011-es népszámlálás során a lakosok 88,1%-a magyarnak, 2,3% cigánynak, 2% németnek, 0,4% románnak, 0,6% ukránnak mondta magát (11,9% nem nyilatkozott; a kettős identitások miatt a végösszeg nagyobb lehet 100%-nál). A vallási megoszlás a következő volt: római katolikus 60,4%, református 3,7%, evangélikus 5,6%, felekezet nélküli 8,8% (19,6% nem nyilatkozott).
2022-ben a lakosság 93%-a vallotta magát magyarnak, 1,2% németnek, 0,6% ukránnak, 0,4% cigánynak, 0,3% románnak, 0,1-0,1% szerbnek, lengyelnek, bolgárnak és ruszinnak, 1,4% egyéb, nem hazai nemzetiségűnek (6,7% nem nyilatkozott; a kettős identitások miatt a végösszeg nagyobb lehet 100%-nál). Vallásuk szerint 37% volt római katolikus, 4,1% evangélikus, 3,9% református, 0,2% ortodox, 0,1% görög katolikus, 1,2% egyéb keresztény, 1,3% egyéb katolikus, 11,3% felekezeten kívüli (40,9% nem válaszolt).

## Nevezetességei
A római katolikus templom 1760-ban épült barokk stílusban. A templom mögötti dombon áll a kálvária. Nevezetes még a Nepomuki Szent János szobor és a Szent Flórián szobor.
- Piarista Jószágkormányzósági-kastély

## Itt születtek
- Rauss Károly (Mernye, 1905. február 1. – Pécs, 1976. febr. 27.) mikrobiológus, laboratóriumi és közegészségügyi szakorvos, egyetemi tanár, az orvostudományok doktora, Kossuth-díjas